# محاصره هاسدو
محاصرهٔ هاسدو (به ژاپنی: 長谷堂城の戦 いけいちょうでわかっせん) یکی از نبردهای وابسته به نبرد سکیگاهارا بود.